# Армянская кухня
Армя́нская ку́хня (арм. Հայկական խոհանոց) — традиционная национальная кухня армянского народа.
По мнению Вильяма Похлёбкина, это одна из древнейших кухонь в Азии и самая древняя в Закавказье. Армянские кулинарные традиции берут начало из глубокой древности. Известно, что армяне имели представление о процессах брожения и хлебопечения ещё 2500 лет назад. Традиции приготовления многих армянских блюд остаются неизменными по сей день.
Традиционность и преемственность армянской кулинарии проявляются различно — например, в использовании старинной кухонной утвари и в технологии приготовления блюд.
Названия многих блюд армянской кухни связаны с названием посуды, в которой их готовят, как например путук, кчуч, тапак.

## История

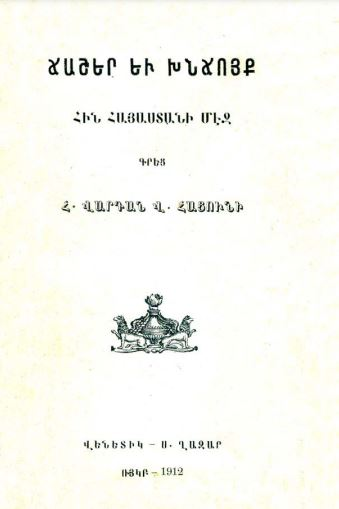
Титульный лист книги «Еда и пиршества в древней Армении» В. Ацуни (Венеция, 1912 год)

Этикет еды был одной из составляющих армянской христианской идентичности. Не позднее XIII века у армянских авторов уже существовали понятия «харам» и «халяль». Статья 175 «Судебника» Смбата Спарапета озаглавлена «О тех, кто ест запрещённую пищу».
Самый ранний анализ связи между едой и армянской христианской идентичностью относится к правоведу XII века Давиду Гандзакеци. Эта тема нашла своё отражение также в сочинении Хачатура «История свиньи», написанном в XVI веке. Наличие этого текста показывает, что некоторые армянские авторы заостряли внимание на культурных различиях между армянами и их соседями-мусульманами, в том числе через культуру питания.
Поэт XVI века Мартирос Харасарци в одном из своих произведений подробно описывал виды употребляемой пищи на праздничном столе — курица-гриль, утка и овца. Всё это готовили для того, чтобы, как выражался Харасарци, прославить армянский народ. В 1563 году Минас Тохатци посвятил оду харисе. Проживавший в Каменец-Подольске Минас полагал, что у блюда есть духовное значение, которое связывает армян с их исторической родиной.
«Песнь застолья и веселья» поэта XVII века Андреаса Арцкеци отображает примерную картину армянского пиршества в регионе Вана. Он описывает ассортимент присутствующих блюд на застолье, упоминая харису, хоровац, халву, пахлаву и т. д.

## Технология приготовления

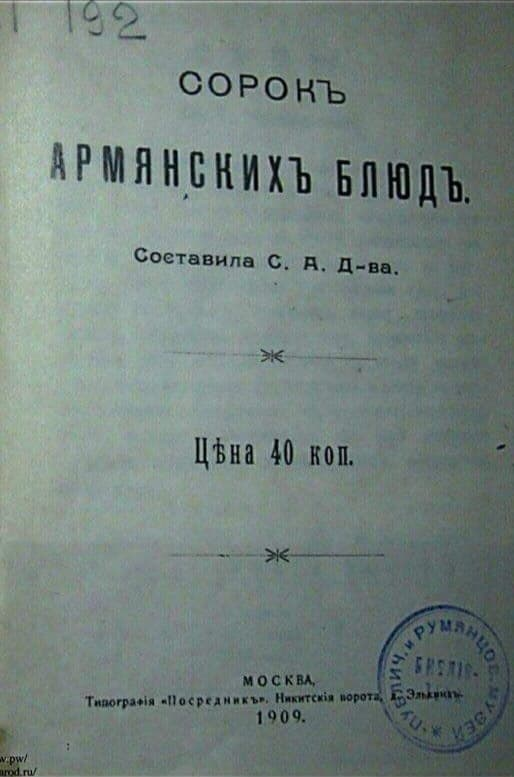
Титульный лист книги «Сорок армянских блюд» (Москва, 1909 год)

Технология приготовления многих армянских блюд в ряде случаев трудоёмка. Приготовление большого количества блюд армянской кухни построено на фаршировании и взбивании.
Другой отличительной особенностью технологии приготовления армянских блюд является то, что разные части блюда часто готовятся отдельно друг от друга, а потом объединяются в одно целое.
В армянской кухне присутствует разнообразие технологических приёмов. Например, при приготовлении многих кондитерских изделий идут арбузные корки, овощное сырьё. Разнообразны также способы приготовления супов.
Армянская кухня располагает разнообразными по составу блюдами и сложной вкусовой и ароматической гаммой. Связано это с тем, что используемые при приготовлении блюд продукты добываются и производятся на территории Армянского нагорья и Араратской долины. Армяне ещё в глубокой древности овладели скотоводством и птицеводством, и это обусловило большое разнообразие разводимых видов животных: коровы, овцы (на территории Армении были выведены собственные породы овец (балбас, бозах, мозех), свиней и птиц — индейки, куры, гуси, утки.
В армянской кухне можно встретить очень редкое сочетание различных видов мяса. Например, одно из древнейших блюд — арганак — сочетает куриное и оленье мясо, последнее варят в курином бульоне. Популярен также мясной бульон — хаш.
При приготовлении пищи армяне используют большое количество зелени, которую употребляют как в сыром виде, так и в виде специй к приготавливаемым блюдам. Степан Зелинский в научном издании «Сборник материалов для описания местностей и племён Кавказа», вышедшем в 1881 году, отмечал, что армяне не могут жить без огородной зелени, дыни, арбузов и прочей растительности. По его словам, армяне почти никогда не садятся даже за закуску без овощей и зелени. Любовь армян к зелени даже породила пословицу у татар и персов:
Запах розы знает соловей, а вкус зелени — армянин
В армянской кухне широко использовалась конопля, которая с древности культивировалась в Армении и являлась частью армянской кухни. Семена конопли, перетёртые в кашицу,  употреблялись армянами в пищу как вещество, содержащее в себе большое количество масла. Кроме того, в армянской кухне использовалась сурепица и Рыжик посевной, которые также выращивались специально для получения масла.

### Тепловая обработка
На вкусовые качества блюд армянской кухни отпечаток накладывают и способы их тепловой обработки. Одно и то же блюдо может быть подвергнуто и обжариванию, и варке, и тушению. При этом тушение преобладает.

### Применение пряностей
Как и многие закавказские кухни, в армянской кухне очень часто используют пряности: чёрный перец, кинза, мята, эстрагон, базилик, чабрец, чеснок и лук, а для кондитерских изделий — корица, кардамон, гвоздика, шафран и ваниль.

## Мясо

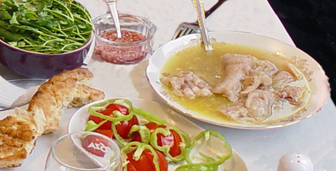
Хаш

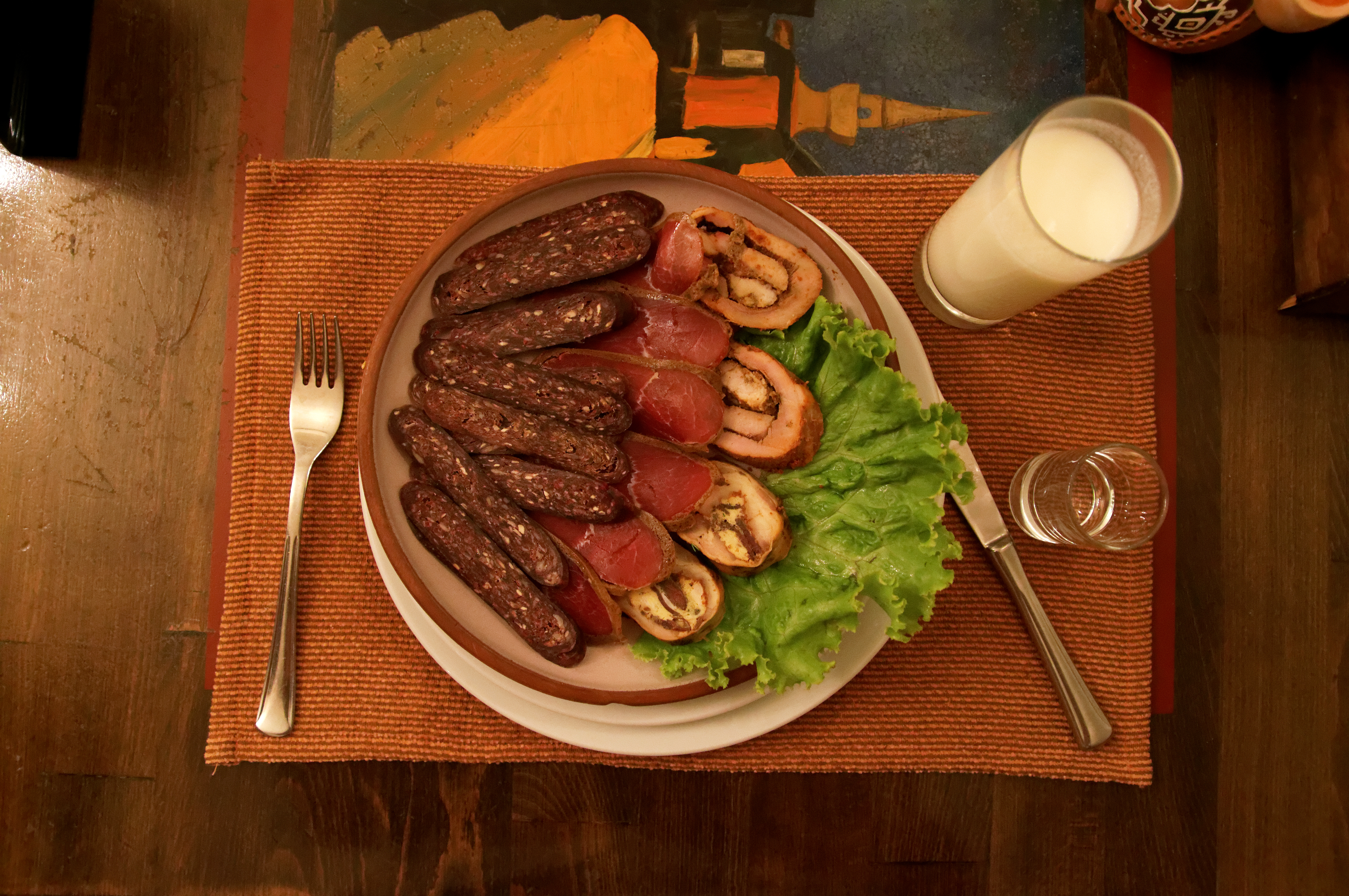
Бастурма и суджук

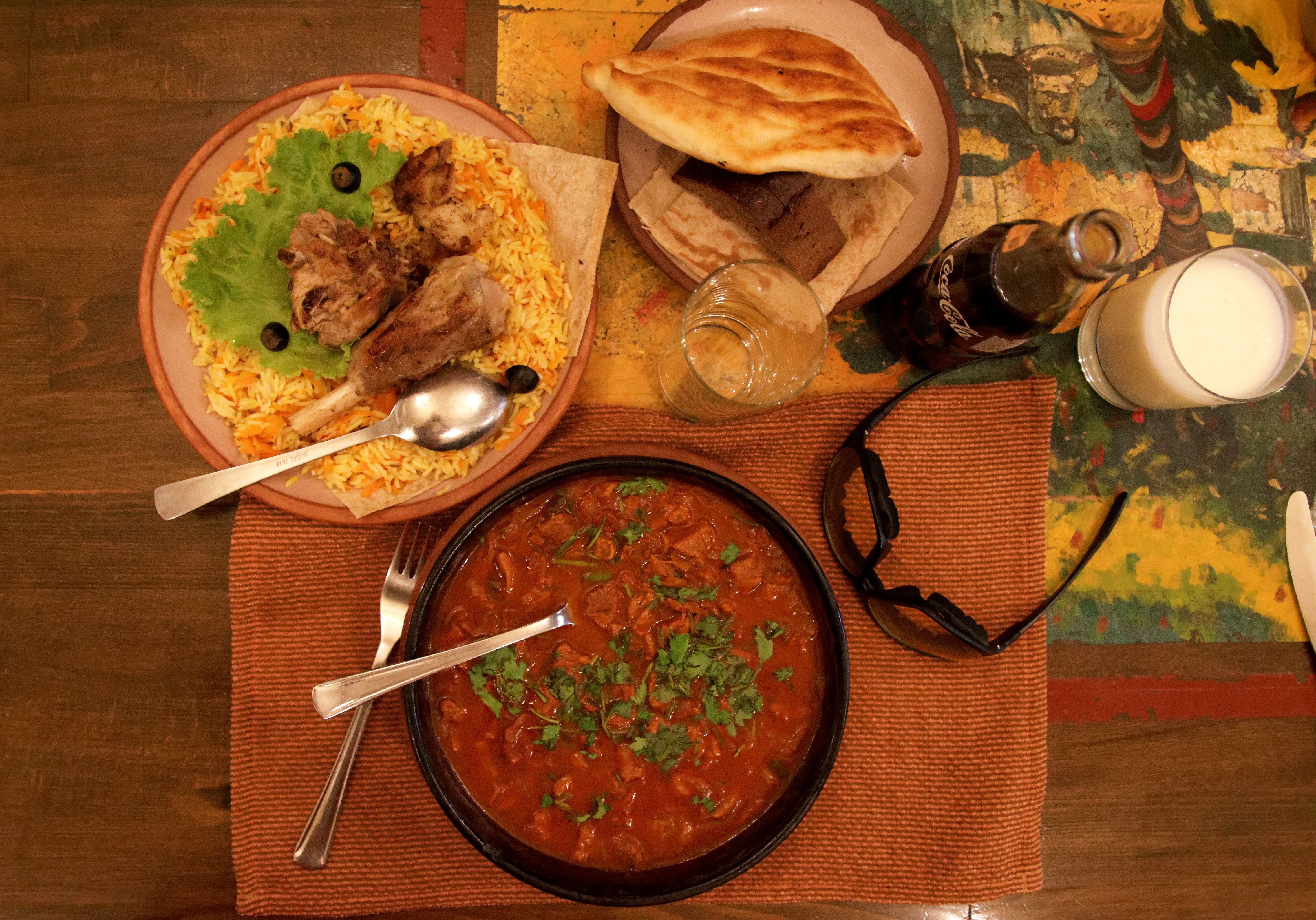
Блюда из баранины и лаваш

Популярные мясные блюда армянской кухни:
- хоровац — шашлык из крупных кусков мяса, для приготовления которого чаще всего используется свинина, реже — баранина и говядина;
  - карси — готовится на мангале;
  - хазани — готовится в кастрюле;
- чалахач — шашлык из свиной рёберной кости;
- кюфта — мясные шарики из отбитого особым образом и отваренного мяса;
- кололак — круглые фрикадельки в бульоне;
- толма — рубленая баранина (говядина) приправленная рисом, зеленью и завёрнутая в виноградный лист;
- баскыртат — тончайшие полоски отварной говядины;
- ариса — кашеобразная масса из куриного мяса и пшеницы;
- бозбаш — отварная баранина с горохом и зеленью;
- путук — суп из баранины;
- бастурма — вяленое говяжье мясо;
- борани — жареный цыплёнок с баклажанами и мацуном (кисломолочная закуска);
- суджух — популярная закуска, особый вид сыровяленой плоской колбасы (содержит ряд пряностей: чеснок, перец, чаман и т. д.);
- тжвжик — ассорти из ливера и овощей;
- кчуч — блюдо из баранины с картофелем;
- пастынеры — тушёная баранина с овощами;
- амич — курица или индейка, фаршированная рисом и сухофруктами;
- различные пловы — с гранатом (нров плав), с копчёной рыбой (плав апхтац дзков), с горохом (идра) или сухофруктами (чров плав);
- тыал (каурма, ghavurma) — консервированное в топлёном курдючном жире или топлёном масле мясо.

Среди мяса птиц чаще используется курятина и индюшатина. Предварительная подготовка мяса сложна и многоступенчата.

### Рыба
Традиционно в Армении пользуются популярностью рыбные блюда. В Средние века на территории Армении даже создавались искусственные водоёмы для разведения речной форели. Особенным деликатесом, который пользуется популярностью далеко за пределами Армении, является севанская форель (ишхан).

### Толма
Толма — рубленая баранина (говядина), приправленная рисом, зеленью и завёрнутая в виноградный лист (отсюда название). Толма является одним из самых популярных блюд в Армении. Есть также пасуц-толма — постная долма, которую употребляют во время постов — это капуста и другие овощи, фаршированные смесью из бобов и зерновых.

## Кисломолочные продукты

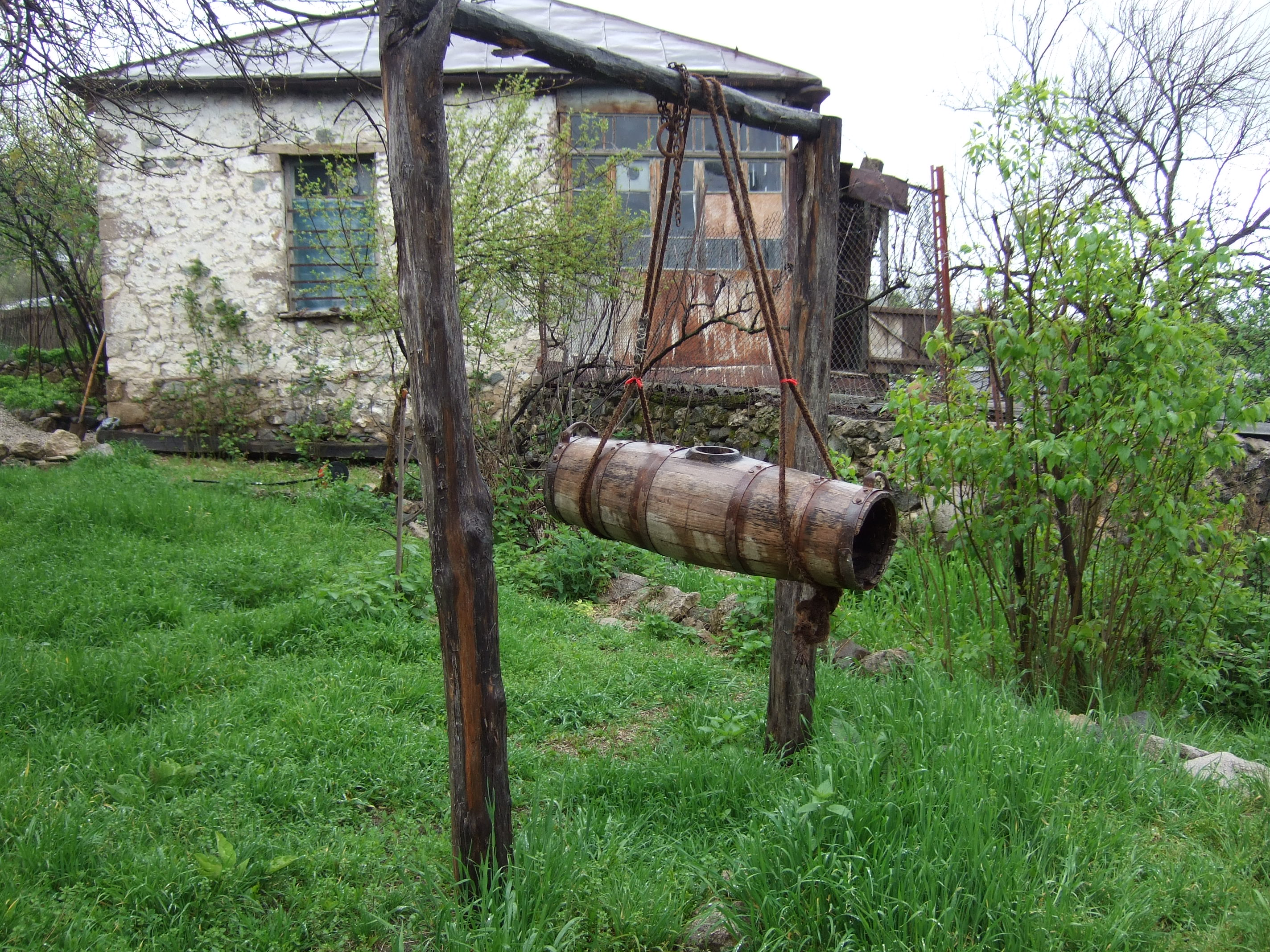
Установка для изготовления масла

Скотоводство в Армении стало источником разнообразных молочных изделий.
Из сыворотки от мацуна (мацони) или из пахты делают творог жажик и сухую пахту чортан. Древние корни имеет и армянская сгущёнка — сероц. Все эти молочные продукты принадлежат к часто употребляемым продуктам наряду с хлебом.
В рационе армян большое значение имеют сыры. Широкое распространение получил белый сыр. Популярны также бурдючный сыр (мотал), плетёные сыры (чечил, хюсац панир), плесневые сыры (канач панир, мклац панир).
Спас, или танапур (от арм. тан — разведённый мацун, апур — «суп») — армянский суп на кисломолочной основе.
Традиционным для армянской кухни блюдом является дзавар — пшеничная каша, приготовленная из особого сорта цельнозерновой крупы.

## Овощные блюда
Чисто овощные блюда армянской кухни готовят в основном из баклажанов, бобовых (гороха, чечевицы, фасоли) и тыквы. Кроме этого, одновременно в состав таких блюд может входить несколько овощных и фруктовых компонентов, а также обязательно зерновые (рис, пшеница). Как правило, в армянской кухне овощные блюда редко имеют национальные названия, за исключением овощной толмы, айлазана (блюда на баклажанной основе) и мшошей (бобовые пюре).

### Тыквенные блюда
Тыква является продуктом, довольно широко используемым в армянской кухне. В Армении тыкву готовят в виде каш, а также, в зависимости от блюда, жарят, запекают, и фаршируют. Наиболее специфичны для армян вареная тыква с чечевицей, тыквенные запеканки с пряностями и фаршированная тыква с рисово–фруктовым или кизилово–ореховым фаршем.
- Тыквенно-чечевичная каша
- Жареная тыква
- Тыквенная запеканка
- Фаршированная тыква

### Блюда из баклажанов
Баклажаны являются одним из наиболее значимых составляющих армянской кухни. Некоторые приёмы предварительной обработки баклажанов совпадают с их приёмами обработки в грузинской кухне (например, отжим, хотя в армянской кухне им не пользуются столь часто), однако, в отличие от грузинских баклажанных блюд, в армянской кухне баклажаны приготовляют вместе с другими овощами в одной посуде и обычно выпекают в духовке или тонире. Примером служит национальное армянское баклажанное блюдо айлазан, где баклажаны составляют лишь один из многих компонентов. Баклажаны в армянской кухне фаршируют горохом и сыром или сочетают их с тыквой и стручковой фасолью в пропорции 2:1:1. В качестве подливы ко всем баклажанным и большинству овощных блюд применяется мацун с толчёным чесноком.
- Айлазан
- Фаршированные баклажаны
- Схторац-бадрджан (баклажаны с чесноком)
- Турша

### Блюда из бобовых
Русский путешественник XIX века П. Огородников, побывавший в Персии, в своих воспоминаниях, рассказывая о приёме в его честь, отмечал:
Тут же возился парун Шамиль с национальным армянским блюдом: лоби из фасоли, которую варят в солёной воде, процеживают, затем кладут в кастрюлю с маслом и, полив её яйцами, держат 3—4 минуты на огне.
- Мшош

## Зерновые

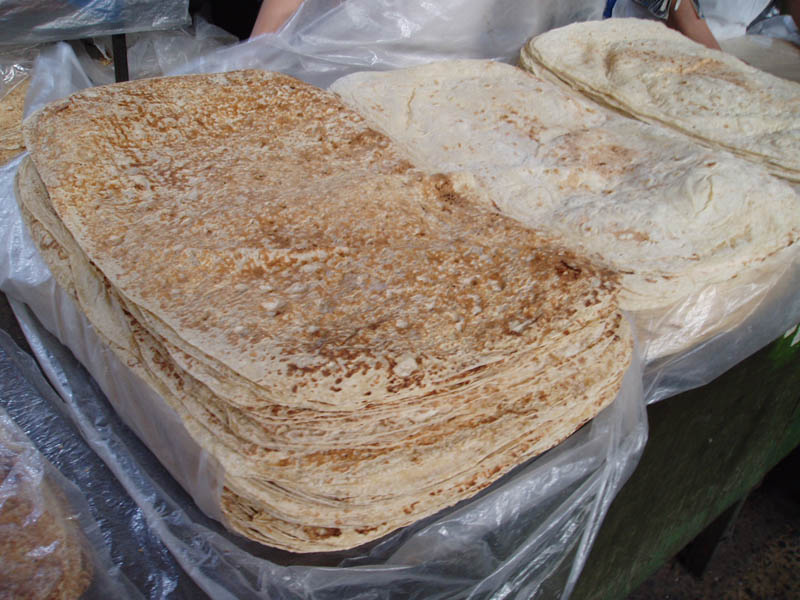
Лаваши на рынке в Ереване

В Армении широко используется большой ассортимент как зерновых (полбы, проса, ячменя, пшеницы, риса), так и бобовых (фасоли, бобов, чечевицы, гороха), причём, как правило, в сочетании. В армянской кухне для ряда крупяных блюд и супов употребляют крупы, подвергшиеся большой обработке: дзавар — крупа из слегка отваренного, а затем высушенного зерна, освобожденного после этого от шелухи, либо коркот — крупа из подмоченного зерна, затем отшелушенного и высушенного. Крупы также применяются в сочетании с мясом: например, хариса (кашеобразное сочетание мелко порубленной курятины и дзавара).
Основным мучным изделием армян является тонкий блинообразный хлеб — лаваш, который изготавливают в основном без использования дрожжей.
Популярное блюдо из лаваша с начинкой называется ёка. Её начинка включает сыр, яйца, зелень.
Для приготовления мучных изделий часто используется мука не только нескольких видов, но и помолов. Шире всего применяется пшеничная мука. Оригинальной армянской мукой является мука из поджаренной пшеницы — похиндз.

## Сладости
- Багардж
- Гата
- Назук
- Пахлава
- Шакер-чурек
- Югатерт
- Шароц

## Применение жиров
Подавляющее большинство армянских блюд готовят на топлёном масле. Поскольку топлёное масло изготавливают в Армении из мацуна, оно имеет характерный кисловатый привкус. Растительные масла используются в армянской кухне в основном для приготовления овощных и рыбных блюд. Традиционным является кунжутное масло.